# Acisanthera uniflora
Acisanthera uniflora là một loài thực vật có hoa trong họ Mua. Loài này được (Vahl) Gleason mô tả khoa học đầu tiên năm 1950.